# Ordre des vierges consacrées
 (février 2024).
- Si vous ne connaissez pas le sujet, laissez ce bandeau (vous pouvez alors contacter les auteurs).
- Si vous supprimez le contenu mis en cause (vous pouvez préalablement contacter les auteurs),

argumentez précisément cette suppression dans la page de discussion
(un manque de référence n'est pas un argument ; une recherche réelle de référence doit avoir été effectuée, être formellement documentée).
 (janvier 2024).
 (janvier 2024).
La mise en forme du texte ne suit pas les recommandations de Wikipédia : il faut le « wikifier ».
Les points d'amélioration suivants sont les cas les plus fréquents :
- Les titres sont pré-formatés par le logiciel. Ils ne sont ni en capitales, ni en gras.
- Le texte ne doit pas être écrit en capitales (les noms de famille non plus), ni en gras, ni en italique, ni en « petit »…
- Le gras n'est utilisé que pour surligner le titre de l'article dans l'introduction, une seule fois.
- L'italique est rarement utilisé : mots en langue étrangère, titres d'œuvres, noms de bateaux, etc.
- Les citations ne sont pas en italique mais en corps de texte normal. Elles sont entourées par des guillemets français : « et ».
- Les listes à puces sont à éviter, des paragraphes rédigés étant largement préférés. Les tableaux sont à réserver à la présentation de données structurées (résultats, etc.).
- Les appels de note de bas de page (petits chiffres en exposant, introduits par l'outil «  Source ») sont à placer entre la fin de phrase et le point final[comme ça].
- Les liens internes (vers d'autres articles de Wikipédia) sont à choisir avec parcimonie. Créez des liens vers des articles approfondissant le sujet. Les termes génériques sans rapport avec le sujet sont à éviter, ainsi que les répétitions de liens vers un même terme.
- Les liens externes sont à placer uniquement dans une section « Liens externes », à la fin de l'article. Ces liens sont à choisir avec parcimonie suivant les règles définies. Si un lien sert de source à l'article, son insertion dans le texte est à faire par les notes de bas de page.
- La présentation des références doit suivre les conventions bibliographiques. Il est recommandé d'utiliser les modèles {{Ouvrage}}, {{Chapitre}}, {{Article}}, {{Lien web}} et/ou {{Bibliographie}}. Le mode d'édition visuel peut mettre en forme automatiquement les références.
- Insérer une infobox (cadre d'informations à droite) n'est pas obligatoire pour parachever la mise en page.

Pour une aide détaillée, merci de consulter Aide:Wikification.
Si vous pensez que ces points ont été résolus, vous pouvez retirer ce bandeau et améliorer la mise en forme d'un autre article.
L’ordre des Vierges (en latin : Ordo Virginum) est composé des femmes ayant reçu la consécration des vierges selon le rite liturgique approuvé par l’Église catholique. Cette consécration peut être donnée à des femmes vivant dans le monde aussi bien qu’à des moniales. L’article qui suit s’intéresse uniquement aux femmes vivant dans le monde.
Par ce rite, celle qui a choisi de vivre dans la virginité « est constituée comme une personne consacrée, signe transcendant de l'amour de l'Église pour le Christ son Époux, image eschatologique de la vie à venir ».
Les Vierges consacrées appartiennent à la vie consacrée, mais ne sont pas religieuses : elles ne prononcent pas de vœux religieux, ne vivent pas en communauté, ne suivent pas de règle commune et n’ont pas de structure hiérarchique. Toutefois, cette forme de vie obéit à un certain nombre de critères définis par l’Église, et est scellée par une consécration publique et définitive. Sa vocation revêt une dimension prophétique et eschatologique majeure.

## Histoire de l'Ordo Virginum
L’ordre des Vierges a été restauré à la suite du concile Vatican II, mais son origine remonte au tout début du christianisme. Il s’agit d’une des premières formes de vie consacrée dans l’Église.

### Les vierges avant leIVesiècle
Dès les temps apostoliques, des femmes choisissent de vivre dans la virginité « à cause du Royaume des cieux », selon l’invitation du Christ et les conseils de saint Paul. Dans les Actes des Apôtres on lit : « Descendus chez Philippe l’évangélisateur, qui était un des Sept, nous demeurâmes chez lui. Il avait quatre filles vierges qui prophétisaient » (21, 8-9). Mais rares sont les témoignages et les documents de cette époque.
À partir du IIIe siècle, on commence à avoir davantage de renseignements. Tertullien et saint Cyprien consacrent une partie de leur œuvre aux vierges chrétiennes. Quant à la façon de les désigner, ces auteurs ne connaissent que le terme général de « vierges » (virgines en latin, parthenoi en grec). Elles vivent dans leur famille et se mêlent à la vie des fidèles. Rien ne permet de les distinguer, elles ne portent pas d’habit spécial. Comment entrent-elles dans cet état ? Aucune indication ne nous est parvenue.

### Les vierges dans l'Église de Rome duIVeauXIesiècle
Il faut attendre le IVe siècle pour avoir des informations précises et détaillées : les documents abondent.

#### Vie dans le monde et vie en communauté
Les vierges chrétiennes deviennent de plus en plus nombreuses. À la fin du IVe siècle, elles commencent à se réunir en communauté, renonçant à leur indépendance pour mener la vie commune en groupes plus ou moins importants. Ces communautés de vierges sont répandues un peu partout en Orient, en Asie Mineure, et dans l’Europe entière.
À partir du VIe siècle, les communautés de vierges sont en plein essor. Saint Ambroise parle de « monastères » de vierges à Milan, Vérone, Bologne. En Arles, deux cent vierges vivent dans un couvent fondé par saint Césaire, qui les dota d’une règle. Mais c’est surtout à Rome que les communautés se multiplient. À l’époque de l’invasion des Lombards (VIe siècle), la ville compte jusqu’à trois mille vierges réparties en de nombreux monastères. Le pape Grégoire le Grand les considère comme les protectrices des Romains, lors des incursions barbares. À côté des vierges réunies en communauté, celles qui vivent dans le monde sont tout aussi nombreuses.
Ces deux catégories continuent de coexister jusqu’au VIIe siècle. L’évolution vers la vie commune se fait plus rapidement en Occident qu’en Orient.

#### Émission du vœu de virginité
Le second changement important que l’on constate au IVe siècle, c’est l’émission du vœu de virginité au cours d’une cérémonie liturgique. En effet, toute femme qui fait profession de virginité ne reçoit pas systématiquement la consécration, mais peut faire vœu de virginité en privé. Ainsi, du IVe au VIIe siècle, il existe deux catégories de vierges chrétiennes : celles qui émettent un simple vœu (propositum), et celles qui sollicitent de l’Église la reconnaissance officielle de leur vœu de virginité par une consécration.
Le terme virgines sacrae est employé fréquemment ; désormais, il exprime une réalité connue de tous. On rencontre très souvent aussi l’expression « vierge consacrée à Dieu » (virgo sacrata Deo) ou « consacrée » (sacrata) tout court. Ou encore : « vierge du Christ » (virgo Christi), et même « épouse du Christ » (sponsa Christi). Aucun terme spécial ne différencie celles qui vivent dans le monde et celles qui se sont regroupées ; non plus celles qui ont reçu la consécration et celles qui ont émis un simple propositum (propos).
Au IVe siècle, les vierges forment un corps constitué comme les veuves et les diaconesses. Saint Basile parle de l’Ordo virginum. Les vierges occupent une place dans la hiérarchie. Leurs noms sont inscrits dans les registres de l’Église.
À partir des VIIe – VIIIe siècles, un déclin s’opère. Les femmes consacrées vivant dans le monde deviennent de moins en moins nombreuses, en raison notamment de l’insécurité de l’époque. Les autorités religieuses favorisent surtout la vie cloîtrée en communauté. Après le Xe siècle, les Vierges consacrées vivant dans le monde sont des cas très rares, à Rome du moins.

### Évolution du rituel à partir duIVesiècle

#### Termes employés pour désigner cette cérémonie et conditions demandées
Diverses expressions désignent la cérémonie : « consécration d’une vierge » (consecratio virginis) dès la fin du IVe siècle (chez saint Jérôme notamment) ; « bénédiction d’une vierge » (benedictio virginis), « consécration d’une vierge sacrée » (consecratio sacrae virginis) terme familier au pape Grégoire le Grand. Le pape Léon le Grand utilise simplement le mot « consécration ».
Souvent la cérémonie est désignée par le rite le plus représentatif : celui de la velatio. Aussi bien le verbe velare (voiler) est-il considéré comme synonyme de consecrare. À partir du Xe siècle, velatio n’est plus utilisé, car la remise du voile n’est plus l’unique rite de la consécration, comme auparavant.
Dès son apparition, la cérémonie de consécration se présente comme un droit exclusif de l’évêque. À Rome, le pape se fait un devoir de consacrer lui-même les vierges. Cette prérogative de l’évêque s’est maintenue jusqu’à nos jours.
Quant à la jeune femme, diverses conditions sont requises pour son admission à la consécration, dont :
- L’âge : pas de règle uniforme. On s’en remet au jugement de l’évêque mais il y a une forte tendance à élever la limite d’âge comme pour les veuves et les diaconesses. Sous l’influence de saint Ambroise, l'Église accepte la consécration à partir de 25 ans.

- Un temps de probation : la jeune femme doit faire la preuve du sérieux et de la fermeté de sa résolution, et donc persévérer un certain temps dans son propositum (engagement de garder la virginité). La consécration en deux étapes est nettement affirmée dès la seconde moitié du IVe siècle. Le voile n’est donc donné qu’après un certain temps de probation, dont la durée dépend sans doute du jugement de l’évêque.

#### Le symbolisme de la consécration
La liturgie de la consécration s’inspire de l’idée que la vierge est l’épouse du Christ. Le symbole de la sponsa Christi constitue le fil d’Ariane de cette liturgie.
Le thème remonte à l’Ancien Testament. Dans la Bible, les relations de Dieu avec son peuple sont présentées comme des relations d’époux et d’épouse (cf. Cantique des cantiques). Dans le Nouveau Testament, Paul l’applique au Christ et à l’Église. Très vite, le thème de l’épouse est transposé de l’Église à la vierge chrétienne.
La cérémonie par laquelle la vierge entre dans son état d’épouse du Christ est considérée comme une cérémonie de mariage. Pour bien souligner la similitude entre les deux états, on emprunte au mariage ses rites et on les applique à la consécration des vierges. Ainsi la cérémonie par laquelle les vierges embrassent leur nouvel état finit par prendre l’aspect d’un mariage. La consécration des vierges imite les épousailles humaines. Par la suite, dès que le mariage s'enrichit de nouveaux éléments, la consécration des vierges les adopte également. Ainsi le développement des deux rituels se poursuit de façon parallèle.

#### La cérémonie de consécration des vierges (IVe–IXesiècle)
Comment se déroule la cérémonie de consécration ? On ne possède pas de description officielle. L’essentiel consiste en une longue prière de bénédiction et la remise du voile. Cette prière, attribuée au pape saint Léon le Grand, est celle dont se sert aujourd'hui encore l’évêque pour consacrer les vierges. La cérémonie ne subira guère de changement au cours des trois ou quatre siècles suivants. Les vierges ne portent pas d’habits spéciaux. Le voile est le seul signe d’appartenance à Dieu. Cette manière de consacrer se perpétue du Ve au IXe siècle à Rome. À partir du Xe siècle, les renseignements que nous avons proviennent surtout des pays germano-francs.

#### La consécration des vierges dans lepontifical romano-germanique(milieu duXesiècle)
En passant au-delà des Alpes, la cérémonie sobre du rite romain connaît dans les pays germano-francs l’ajout de nombreux éléments, plus développés et plus expressifs, comme celui du rite de l’anneau nuptial et de la couronne. Le nouveau cérémonial de la consécration, élaboré au milieu du Xe siècle par un moine de l’Abbaye Saint-Alban de Mayence, en Allemagne, établit une distinction très nette entre les vierges qui continuent à vivre dans le monde, et celles qui mènent la vie de communauté en observant les lois de la clôture. Désormais plus de méprise possible : la consécration des vierges correspond bien à une cérémonie d’épousailles : la vierge tient la place de l’épouse et l’évêque, représentant le Christ, la place de l'Époux. Ce nouveau rituel, enrichi d’éléments nouveaux et étrangers à l’ancien rite romain, connaît une large diffusion dans tout l’Occident latin. Dès la fin du Xe siècle, ce cérémonial parvient à Rome où il influence la liturgie romaine. 	

#### Évolution du rituel duXIeauXVIesiècleà Rome
Pendant un temps, les liturgistes romains adoptent tel quel le rituel du Pontifical de Mayence. Mais au début du XIIIe siècle, ils élaborent un cérémonial plus sobre. Ils suppriment le rituel particulier aux vierges vivant dans le monde, puisque les Vierges consacrées à Rome après le Xe siècle mènent presque toutes la vie de communauté.
À la fin du XIIIe siècle et au début du XIVe, Guillaume Durand élabore un pontifical et donc un nouveau rituel de la Consécration des vierges. Il en modifie le titre : « De benedictione et consecratione virginum », de la bénédiction et de la consécration des vierges. Il reprend largement le pontifical de Mayence, mais s’inspire aussi des liturgistes romains des XIIe et XIIIe siècles. Il fait appel au rituel de la consécration des évêques et de l’ordination des prêtres.
Le rituel prescrit une enquête minutieuse qui a lieu avant la cérémonie et dont se charge l’évêque lui-même, s’assurant que la jeune femme remplit bien toutes les conditions d’âge et de virginité. La traditio virginis, geste par lequel les parents donnent leur consentement, est supprimée (ce rite a également disparu du mariage religieux) ; l’allocution de l’évêque, pour rappeler aux vierges leur nouvel état de vie et les obligations qui en résultent, est réintroduite. Puis vient la promesse de garder la virginité : elles placent leurs mains jointes dans celles de l’évêque. Après la prière de consécration, l’évêque leur remet le voile, l’anneau et la couronne.
Le pontifical de Guillaume Durand est adopté par la plupart des évêques à la fin du XVe siècle et devient ainsi le livre officiel de l’Église.

#### Disparition de la consécration des vierges (XVIesiècle)
Du XVIe siècle jusqu’à Vatican II, le rituel de la consécration des vierges ne fait l’objet d’aucun changement. À partir du XVe siècle, les consécrations deviennent rares dans les monastères. Personne n’éprouve le besoin de modifier un cérémonial tombé en désuétude. La cause principale de cette désaffection est le développement de la vie religieuse avec la profession religieuse et la façon dont on considère l’entrée dans la vie religieuse : l’accent est mis davantage sur l’engagement personnel que prend la religieuse en prononçant les trois vœux que sur la consécration à proprement parler. À part quelques exceptions dans certains monastères, la consécration des vierges n’est plus donnée.

### Restauration du rite de la consécration des vierges et de l’Ordo virginumauXXesiècle

#### Tentatives de restauration du rite, finXIXeet débutXXesiècle
Dans la seconde moitié du XIXe siècle, on assiste à quelques tentatives pour remettre à l’honneur la consécration, grâce notamment à Dom Guéranger (1805-1875) qui restaure l’ordre bénédictin en 1833 (supprimé à la Révolution). Le 15 août 1868, sept moniales de l’abbaye Sainte-Cécile de Solesmes sont consacrées par l’abbé de Solesmes, avec la permission de Rome.
Quant aux femmes vivant dans le monde… théoriquement, rien ne s’oppose à ce que l’on revienne à l’ancienne pratique. Certains évêques sollicitent de la Congrégation des Religieux l’autorisation de reprendre la tradition si longtemps en usage dans l'Église de consacrer dans la virginité des femmes vivant dans le monde. C’est ainsi qu’en France plusieurs femmes reçoivent cette consécration, notamment Marie Reynès et Anne Leflaive, qui sont à l’origine de la renaissance de l’Ordo virginum pour les femmes vivant dans le monde. Toutefois, à Rome, la Congrégation pour les religieux commence à s’interroger, si bien qu’en 1927, le Pape Pie XI restreint la consécration aux seules moniales cloîtrées.

#### Le concile Vatican II (1962-1965) et la révision du rituel (1966-1970)
En 1962, Jean XXIII ouvre le concile, événement ecclésial majeur de ce siècle, tournant décisif pour l’ordre des Vierges. À la dernière session, il est demandé la révision de tous les livres liturgiques, dont le pontifical. Il s’agit simplement d’une révision, l’interdiction de 1927 demeure.

Quelle surprise de voir que, le 31 mai 1970, la Congrégation pour le Culte divin et les Sacrements promulgue un nouveau rituel de la consécration des vierges ouvert aussi aux femmes vivant dans le monde ! Ce rituel entre en vigueur le 6 janvier 1971, sous le  titre : Ordo consecrationis virginum. Comme le Pontifical de Mayence, il prévoit deux formules de cérémonie : l’une destinée à la consécration des vierges vivant dans le monde, et l’autre destinée aux moniales, les deux cérémonies ne différant pas sur le fond mais simplement sur la forme.
« Depuis le concile Vatican II, cette vocation virginale à la consécration connaît un grand renouveau et pose des questions théologiques qui permettent de comprendre la virginité consacrée comme un approfondissement de la grâce du baptême et à une vocation à la prière dans la société comme il est demandé à tout catholique depuis le concile de Vatican II. »
Depuis, dans les documents officiels de l’Église, l’Ordo virginum est mentionné. D’abord dans les deux Codes du droit de l’Église : celui de l’Église latine (1983) avec le canon 604, et celui des Églises Orientales (1990). À ces deux Codes, on peut ajouter deux documents de Jean-Paul II : la constitution Pastor Bonus (1988) et l’Exhortation apostolique Vita Consecrata (1996). Enfin, il importe de souligner l’Instruction sur l’Ordo virginum publiée par la Congrégation pour les instituts de vie consacrée et les sociétés de vie apostolique, le 8 juin 2018, intitulée Ecclesiae Sponsae Imago, première étude approfondie de Rome sur le sujet depuis le concile. Désormais, les Vierges consacrées retrouvent le statut qu’elles avaient dans l’Église aux premiers siècles.
Lors de la rencontre internationale à Rome en janvier 2016, à l’occasion de la clôture de l’année de la vie consacrée, et pour les 45 ans de la promulgation du Rituel, quelque six cents Vierges consacrées, venues de très nombreux pays, se sont retrouvées durant plusieurs jours pour prier, échanger, approfondir leur vocation. Une nouvelle rencontre était prévue, en 2020, pour les 50 ans de la restauration du Rituel et de l’Ordo virginum. La pandémie de Covid-19 l’en a empêchée. Depuis un demi-siècle, plus de cinq mille vierges ont été consacrées dans le monde.

### Des saintes
Sainte Agnès : au début du IVe siècle, une jeune romaine de treize ans n’hésite pas à sacrifier la vie terrestre qui s’ouvre à elle, pour consacrer sa vie au Dieu qu’elle adore. Saint Ambroise, évêque de Milan, dit d’elle qu'elle sut offrir au Christ un double témoignage : celui de sa chasteté et celui de sa foi. Comme on ne connaît pas son nom, on lui donne celui d’Agnès, qui signifie pure, intègre.
Sainte Marcelline : vers 398, Marcelline, vierge, sœur de saint Ambroise, reçoit à Rome, dans la basilique Saint-Pierre, le voile de consécration des mains du pape Libère. Pour l’encourager dans sa vocation, saint Ambroise écrit son traité De virginitate.
Sainte Geneviève : née à Nanterre vers 420, Geneviève est remarquée très tôt (vers l’âge de 7 ans) par l’évêque saint Germain, qui la consacre à Dieu. Quand en 451 les Huns d'Attila menacent la ville, elle acquiert un grand prestige en persuadant les Parisiens de ne pas s’affoler et de rester. Elle intervient encore en 475, quand le chef franc Childéric assiège Paris et veut réduire ses habitants par la famine. Elle use alors de son influence pour se rendre en Champagne, jusqu’à Troyes, afin d’y obtenir des vivres qu’elle rapporte en bateau sur la Seine. Geneviève meurt vers 500, mais elle continue de protéger Paris, dont elle est la patronne. À plusieurs reprises, la procession de ses reliques à travers la ville écarte l’ennemi.
Sainte Jalle : née à Valence au début du VIe siècle, Jalle déclare n’avoir pour amour et pour époux que le Seigneur Jésus-Christ et vouloir se dévouer entièrement à son service. Elle est alors consacrée vierge et reçoit le voile à la cathédrale de Valence, en présence de 7 évêques. À partir  de ce moment, Jalle reste présente à Bourg-lès-Valence, cité populaire et animée, passant de longues heures en prière dans l’antique église Saint-Pierre et se donnant sans compter au soin des pauvres et des malades. On lui attribue de nombreux miracles : secours inattendus, guérisons, délivrances. Un village porte son nom, dans la région de Nyons, au sud de la Drôme, où une belle église romane lui est dédiée.

### Des figures contemporaines
Marie Reynès : née à Montpellier en 1866, Marie veut dès l’âge de 19 ans donner toute sa vie à Dieu. Son conseiller spirituel, Anatole de Cabrières, l’évêque du diocèse, pense qu’en restant dans le monde elle pourrait servir l’Église grâce à ses dons littéraires. Elle est consacrée le 21 novembre 1917. Sous le nom de Marie Reynès-Monlaur, elle publie 26 ouvrages dont une biographie d’Angélique Arnaud, qui reçoit le Prix Sobrier-Arnould de l’Académie française en 1902.
Anne Leflaive : née le 6 janvier 1899, Anne reçoit la consécration des vierges à exactement 25 ans, le 6 janvier 1924. Lorsqu’en 1927, la consécration est interdite aux femmes vivant dans le monde, Anne se penche sur les documents anciens qu’elle peut trouver et rédige une étude qu’elle publie anonymement en 1933 et qu’elle distribue aux évêques et aux cardinaux. À partir de 1939, elle se donne entièrement à la fondation des Missionnaires Séculières d'Action catholique, MSAC, qui doivent vivre leur engagement sous la seule direction de leur évêque. Les MSAC disparaissent en 1948, et Anne travaille alors au service documentation du Conseil National du Patronat Français (CNPF). Son travail nécessite des séjours à Rome où elle est reçue par Pie XII, Jean XXIII et Paul VI. Avec eux, elle parle de la souhaitable renaissance de la consécration des vierges. En 1956 Anne publie, sous son nom, son premier livre : « Épouse du Christ. Étude sur la consécration des vierges du Pontifical romain ».
Renée de Tryon-Montalembert : née le 8 mai 1920, Renée reçoit la consécration des vierges en 1973, dès sa remise à l’honneur par le concile. Enseignante, théologienne, écrivain, elle est l'auteur de plusieurs ouvrages spirituels et publie dans une cinquantaine de journaux et de revues. Très attachée à la figure d’Anne de Guigné, elle crée la revue Enfance et sainteté en 1984, puis l’association du même nom en 2005. Elle organise des rencontres, retraites et pèlerinages pour les Vierges consacrées. En 1993, elle lance la revue Christi Sponsa, dont elle assume la responsabilité jusqu’en 2002. Atteinte de la maladie de Parkinson en 1997, elle fonde le pèlerinage parkinsonien en 2005. Elle continue de travailler pour l'Église jusqu’à sa mort en 2007. En 2011, est fondée l'association Renata, destinée à diffuser son travail et son message.

## Physionomie spirituelle
Les notes préliminaires du Rituel de la consécration des vierges donnent le sens spirituel de cette consécration : « La traditionnelle consécration des vierges, en usage dans l'Église primitive, a conduit à l'élaboration d'un rite solennel par lequel celle qui a choisi de vivre dans la virginité est constituée comme une personne consacrée, signe transcendant de l'amour de l'Église pour le Christ, image eschatologique de l’Épouse du ciel et de la vie à venir ». À l’image de la Vierge Marie, Mère de l’Église, la consacrée revêt également sa triple dimension de vierge, épouse et mère.

### Signe prophétique
Toute vie consacrée a une dimension prophétique. Pour la vierge consacrée, elle se vit enracinée dans la vie diocésaine, avec un lien particulier avec l’évêque du lieu.

#### Signe transcendant de l’amour de l’Église pour le Christ
Le signe est l’unité d’un signifiant (accessible aux sens) et d’un signifié (invisible et intérieur). Entre le signifiant et le signifié, le lien n’est pas arbitraire mais nécessaire. Le signe est ce qui, étant connu, fait connaître autre chose que lui-même : il est serviteur de quelque chose qui le dépasse. Il révèle une réalité cachée et donne à voir l’invisible.
L’Église est l'Épouse du Christ, elle est aimée du Christ et l’aime en retour ; la vierge consacrée a donc vocation à être signe de cet amour, c’est-à-dire qu’elle doit donner à voir de quel amour l’Église aime le Christ. Si le mariage sacramentel est le signe de l’amour fécond de l’Église pour le Christ, tel qu’il sera dans la vie du monde à venir – ce signe passant par la médiation des époux l’un pour l’autre -, la vierge consacrée pour sa part est signe de cet amour de l’Église pour le Christ, sans médiation et dès la vie présente : « C'est en effet ton Esprit Saint qui suscite au milieu de ton peuple des hommes et des femmes conscients de la grandeur et de la sainteté du mariage et capables pourtant de renoncer à cet état afin de s'attacher dès maintenant à la réalité qu'il préfigure : l'union du Christ et de l'Église ».
L’Église chante son amour au Christ notamment dans la liturgie ; c’est pourquoi la vierge consacrée reçoit la mission de prier la liturgie des Heures.
Il est à noter que l’amour, la prévenance et la condescendance du Christ sont premiers : il est celui qui se donne en premier, don auquel la vierge consacrée ne fait que répondre. Elle n’épouse pas le Christ, mais est épousée mystiquement par lui.

#### Image eschatologique de l’Épouse du Ciel et de la vie à venir
Si l’évêque reçoit en plénitude d’être conformé au Christ Époux, la vierge consacrée pour sa part est image de l’Église Épouse. C’est pourquoi seul l’évêque peut donner la consécration. Le lien entre la vierge consacrée et son évêque n’est pas d’ordre hiérarchique : elle ne reçoit pas de mission et ne participe pas directement au fonctionnement de l’Église-institution (du moins pas du fait de sa consécration). La vierge consacrée se situe en vis-à-vis, rappelant à l’évêque et aux prêtres qu’ils ne sont pas seulement configurés au Christ-Berger, mais également au Christ-Époux. C’est parce que l’Église est d’abord l’Épouse du Christ qu’elle est son Corps ; c’est parce que l’Église est l’Épouse du Christ qu’elle est le Temple de l’Esprit ; c’est parce qu’elle est l’Épouse du Christ qu’elle est le Peuple de Dieu
Le Royaume annoncé par Jésus est l’accomplissement définitif de ces noces ; il ne se réalisera totalement qu’à la Résurrection finale, mais on peut dire que la vie chrétienne est une anticipation de ce Royaume, déjà présent en nous, en nos cœurs, mais en germe et pas encore dans la réalité extérieure qui nous entoure. C’est ce que la théologie appelle le déjà là et le pas encore. Et toute la vie chrétienne est en tension entre ces deux réalités.
L’eschatologie est indissociable de la foi chrétienne : vivre chrétiennement c’est vivre de manière eschatologique. En tant qu’image eschatologique de la vie à venir, la vierge consacrée a pour vocation de signifier le déjà là du Royaume. Elle doit vivre pleinement sa vie présente tout en étant comme absorbée par l’à-venir, tendue vers cet au-delà du temps promis par Dieu. Elle est appelée à vivre dans le monde, avec ses joies et ses espoirs, ses tristesses et ses angoisses, mais tout en laissant le déjà là du Royaume habiter ces joies, ces espoirs, ces tristesses et ces angoisses.

### Image de l’Église, vierge, épouse et mère
La référence première de la vierge consacrée reste l’Église vierge, épouse et mère : 
"Comme dans la tradition ecclésiale la plus antique, la physionomie spirituelle des consacrées appartenant à l’Ordo virginum se qualifie par l’enracinement dans l’Église particulière rassemblée autour de l’Evêque, son pasteur. Ses contours sont dessinés, spécialement dans le rite de consécration, avec pour référence première le modèle de l’Église vierge par l’intégrité de la foi, épouse par l’indissoluble union avec le Christ, mère par la multitude d’enfants engendrés à la vie de grâce."
Ces trois dimensions (virginité, sponsalité et maternité) ne sont pas des caractéristiques figées, mais représentent une dynamique spirituelle inscrite dans la vie baptismale et dans laquelle ces trois éléments se répondent et se vérifient. De ce fait, la vierge consacrée est aussi sœur de tout homme et de toute femme.
Le charisme de la virginité renvoie à « l’accueil intégral, sans limites et sans compromis, de la révélation trinitaire ». C’est en effet l’Esprit Saint qui transforme et élève la capacité d’aimer de la personne, de façon à réunifier toutes les dimensions de son humanité pour répondre à la grâce par le don libre et joyeux d’elle-même. L’alliance mystique entre la consacrée et son Seigneur est une expérience d’union sponsale, intime et exclusive, qui la rend toujours plus capable de participer aux sentiments même de Dieu et à sa volonté d’aimer. Cette intériorité féconde ouvre à la consacrée la possibilité d’une maternité spirituelle, qui se manifeste par l’accueil attentionné de la dignité de l’autre et le désir de conduire chacun vers la rencontre avec Dieu.

## Comment devient-on vierge consacrée?

### Le discernement
L’instruction Ecclesiae Sponsae Imago (ESI) définit deux types de critères pour le discernement de cette vocation : le premier relève de l’expérience spirituelle et le deuxième de la maturité humaine. Ils permettent de mettre « en évidence, en l’aspirante et en la candidate, la présence d’une expérience spirituelle intense et vivace, l’authenticité des motivations qui l’orientent vers la consécration dans l’Ordo virginum et la présence des aptitudes nécessaires pour persévérer dans la vie de consécration, en donnant un témoignage positif de sa propre vocation » (n° 85).
L’instruction ESI, dans les numéros 86 et 87, en donne une liste détaillée.

### La formation initiale
La consécration des vierges est d’emblée définitive d’où l’importance à accorder au temps de discernement et de formation préalable. En France, depuis les années 2010 dans certaines provinces ecclésiastiques, se mettent progressivement en place des parcours de formation. L’évêque en est responsable et peut désigner une équipe chargée des formations spécifiques de l’Ordo virginum, avec une mutualisation possible entre plusieurs diocèses.
La période propédeutique a pour but la vérification des prérequis de la candidate et des conditions nécessaires pour qu’elle entame un temps de formation. Elle se déroule durant un ou deux ans, la candidate poursuivant sa vie habituelle. Elle vise à l’acquisition et la consolidation des fondamentaux de la vie chrétienne.
Le parcours de formation préalable se déroule ordinairement sur une durée de deux ou trois ans. Il constitue un lieu de vérification de l’expérience spirituelle et de la maturité humaine.
- Par rapport à l’expérience spirituelle

Le parcours vise à favoriser un certain niveau de connaissances bibliques, théologiques, historiques, liturgiques, sacramentelles, morales, qui peut s’inscrire dans des formations diocésaines existantes, ou orienter vers une autre formation appropriée aux capacités et besoins de la candidate.
Cette formation doit impérativement être complétée par une formation spécifique concernant la consécration et la forme de vie propre à l’Ordo virginum : étude du rituel de la consécration des vierges, lecture et approfondissement des documents de référence (ESI), vocation de la vierge consacrée dans le mystère de l’Église, dimension mariale…
Elle permet d’acquérir la régularité et la constance de la vie de prière (Liturgie des Heures, eucharistie, méditation de la Parole de Dieu), de développer les liens avec la communauté ecclésiale, la communion au sein de l’Ordo virginum, l’expérience de la solitude…
- Par rapport à la maturité humaine

Il est important d’aborder les thèmes de la dimension de la vie affective, relationnelle et sexuelle, le mariage et la féminité, la vie professionnelle, le rapport à l’argent, le discernement dans la vie quotidienne...
Ce parcours donne la possibilité de grandir dans la connaissance de soi et d’approfondir cette forme de vie dans ses éléments essentiels. Ainsi l’aspirante puis la candidate peut-elle les confronter à sa propre expérience spirituelle et à la modalité concrète de sa vie, ce qui peut se traduire par une authentique expérience de conversion.
Il convient de noter qu’une formation permanente est tout aussi indispensable. Chaque vierge consacrée en prend l’engagement personnel. Elle s’engage également à vivre la dimension de communion au sein de l’Ordo virginum. Elle continue donc à se former tout au long de sa vie, en participant notamment aux propositions diocésaines, provinciales et nationales de l’Ordo virginum, dans la mesure de ses possibilités.

### L’appel de l’évêque
À l’issue du parcours de formation, la candidate demande par écrit à l’évêque d’être admise à la consécration. Après consultation (équipe de formation notamment) et rencontre avec la candidate, celui-ci discerne s’il convient ou non de l’appeler à la consécration.

### La célébration de la Consécration des Vierges
La Consécration des Vierges ne consiste pas à rendre publique la volonté de la femme de se donner à Dieu, mais elle est un acte de l’Église : par sa prière, elle fait passer la personne du monde profane au monde sacré, et lui confère la grâce d’être identifiée au mystère de l’Église. La célébration est présidée par l’évêque du lieu, signe du Christ Époux de l’Église. C’est donc de préférence dans la cathédrale qu’elle doit avoir lieu, même si, pour différentes raisons (notamment pastorales), on peut choisir l’église paroissiale.
Puisque la consacrée doit faire signe, il est important que la communauté paroissiale soit initiée au sens de cette vocation de façon à accueillir au mieux ce signe.
La consécration elle-même a lieu à la fin de la liturgie de la Parole, après l’homélie (au cours de laquelle l’évêque aura pris soin de rappeler le sens de l’événement qui va suivre).

#### Appel et dialogue
L’évêque appelle celle qui va être consacrée par son prénom de baptême qui va ainsi résonner dans l’église. La candidate se lève et s’avance pour répondre à cet appel. L’évêque lui pose alors trois questions, auxquelles elle répond par « oui, je le veux » : la volonté de persévérer toute sa vie dans la virginité consacrée, de suivre le Christ selon l’Évangile en donnant un signe du Royaume à venir, d’être consacrée au Christ et de le reconnaître comme son Époux.

#### Prière litanique
Cette triple réponse est suivie de l’invocation des saints, alors que la candidate est prosternée, étendue sur le sol. Par ce geste, elle signifie qu’elle offre tout son être à Dieu dans son engagement.

#### Propos de virginité
La candidate, à genoux devant l’évêque et les mains dans les siennes, exprime sa décision de vivre dans la chasteté et de suivre le Christ. Le rituel latin parle explicitement du « renouvellement de ce propos ». En effet, si la célébration a lieu, c’est que la femme a déjà depuis longtemps prononcé ce propos, au moins intérieurement. Ce n’est pas lui qui est nouveau en ce jour, mais la Consécration qui va suivre.

#### Prière consécratoire
La prière consécratoire, écrite par le pape Léon le Grand (440-461), n’a quasiment jamais été modifiée : elle a traversé les siècles. Elle commence par retracer le projet de Dieu de se donner des fils et des filles capables de lui offrir leur vie entièrement et de lui rendre amour pour amour ; elle rappelle que la virginité est une grâce, un don à accueillir. Puis elle invoque sur la candidate les grâces nécessaires pour vivre sa consécration.

#### Remise des insignes
L’évêque remet ensuite à la nouvelle consacrée quatre objets traduisant le signe qu’elle est devenue : l’anneau, le voile si cela convient, le livre de l’Église et la lumière.

#### Entrée dans l’Ordo virginum
Devenir Vierge consacrée, c’est du même coup entrer dans l’ordre des Vierges (catégorie de personnes ayant même vocation, comme l’ordre des prêtres, l’ordre des diacres). Même s’il n’y a pas de vie commune selon une règle, la nouvelle consacrée n’oublie pas le lien profond qui l’unit à ses sœurs, les autres Vierges consacrées du monde entier, mais en particulier celles de son diocèse. Ainsi, pour rendre visible ce lien, il est bon que les Vierges consacrées présentes à la célébration soient rassemblées en un même endroit, proche du chœur ; à la fin du rite de consécration, la nouvelle consacrée donne l’accolade à ses sœurs et prend place parmi elles pour la suite de la célébration.

## La vie quotidienne
« Les Vierges consacrées s’adonnent à la prière, la pénitence, au service de leurs frères et au travail apostolique, suivant leur état et leurs charismes respectifs » (préliminaires du rituel de la consécration)

Tout ce que fait la vierge consacrée, signe de l’Église Épouse du Christ, elle le fait avec et pour son Époux, qui devient sa référence privilégiée. Extérieurement, elle garde la même vie : prière, pénitence, travail, service auprès des proches (professionnels, famille, voisins etc.) ; mais elle le vit en relation intérieure constante avec le Christ.
« Les femmes qui vivent la virginité consacrée par leur vie encouragent une réflexion profonde sur la hiérarchie des valeurs de l’homme aujourd’hui ; elles montrent que nous n’avons pas ici de demeure stable (Cf. 2 Co 5,1 ; Ph 3,20). Le temps présent est le temps du pèlerinage vers la maison du Père. C’est pourquoi il est nécessaire de vivre la vie terrestre de la manière la plus belle possible, en espérant une éternité heureuse. »

### Prière
Pour la vierge consacrée, la prière est une exigence d’amour et de communion avec l’Aimé, amour et communion qui s’incarnent aussi dans le monde où elle se trouve. Le jour de sa consécration, elle reçoit le bréviaire, livre de prière de l’Église ; il lui est conseillé de célébrer chaque jour la Liturgie des heures, surtout les offices du matin et du soir : unissant sa voix au Christ souverain prêtre et à la sainte Église, elle loue sans cesse le Père du ciel, et intercède pour le monde entier.
La prière personnelle de la vierge consacrée est un temps de rencontre quotidien avec l’Époux, de renouvellement de l’alliance. Pour raviver et approfondir sa relation au Seigneur Jésus, elle se réserve le temps adéquat pour les retraites et les exercices spirituels.
Elle alimente son union au Christ par la vie sacramentelle (eucharistie, réconciliation), à laquelle elle participe autant que possible selon ses conditions de vie (lieu, santé, travail).
Elle cultive l’amour de l’Église en veillant à porter dans sa prière les nécessités de son diocèse et en particulier les intentions de son évêque ; elle participe aux grands événements diocésains.
Elle cherche à approfondir sa foi et sa vocation dans une formation permanente, et peut être soutenue par une famille spirituelle (carmélitaine, bénédictine, Charles de Foucauld, etc.). Il est fortement conseillé d’avoir un accompagnement spirituel régulier.

### Pénitence
La pénitence est conversion, décentrement de soi et du créé pour un recentrement sur Dieu. L’épouse cherche à plaire à l’Époux, son cœur et ses pensées vont à Lui et aux personnes qu’Il lui donne à aimer. La pénitence, manifestation d’un amour brûlant pour le Christ et le service du prochain, s’exprime en esprit et en actes, à travers : 
- ce que lui suggèrent l’Esprit et les évènements de la vie courante (contrariétés, incompréhensions, efforts…) à vivre dans la paix, avec sérénité et disponibilité. Comme toute personne, la vierge consacrée rencontre la souffrance et essaie de lui donner sens ; elle accepte de porter la croix avec son époux (pauvreté, maladie, deuils, chômage, etc.)
- les pratiques pénitentielles que demande l’Église, en accord avec son accompagnateur spirituel, dans une attitude de conversion et d’ouverture aux vertus évangéliques.

### Travail
La vierge consacrée subvient à ses propres besoins par le fruit de son travail. Elle exerce le métier qu’elle a choisi : médecin, journaliste, secrétaire, comptable, professeur, artiste (danseuse, peintre, musicienne), femme de ménage, avocate, juge, etc. Elle peut aussi être salariée dans l’Église.
Elle reste autonome par rapport à ses biens (patrimoine, héritage, salaires ou tout autre gain) tout en veillant à vivre les vertus évangéliques, dont celle de pauvreté, et le partage avec ceux qui sont dans le besoin.
La vierge consacrée ne porte pas de signe distinctif. Elle s’habille selon les convenances nécessaires à l’insertion dans son milieu social et professionnel, tout en restant sobre.
Elle reste en relation avec sa famille ; chacune s’efforce de trouver la relation juste, le temps à lui accorder, qui peut varier selon ce que peuvent vivre certains membres (santé, vieillissement etc.) comme dans toutes les familles.
La vierge consacrée veille à garder un équilibre de vie (prière, travail, service du prochain…). Elle continue de se distraire (randonnées, cinéma, rencontres amicales, sport…) dans la mesure où cela ne contrevient pas à son engagement. Elle fait un usage responsable des moyens de communication sociale et de son temps libre.
Normalement la vierge consacrée vit seule. Elle peut cependant être amenée à rester auprès d’un parent malade ou vieillissant. Elle peut aussi s’associer à d’autres vierges, partager un appartement, des temps de prière…
La vierge, par sa consécration, appartient à l’Ordo virginum, ordre des Vierges consacrées, au sein duquel des rassemblements diocésains (journée), régionaux (week-end) ou nationaux (session annuelle), voire internationaux, lui permettent de rencontrer d’autres Vierges consacrées, vivant la même vocation, de bénéficier d’une formation continue, et de développer des liens amicaux avec l’une ou l’autre.
Au sein de son diocèse, elle vit la fraternité avec ses consœurs, pour s’apporter ainsi un soutien mutuel.
La vierge est consacrée, non pour accomplir une œuvre, mais pour vivre en communion avec le Christ ; communion qui suscite en elle la passion pour le Royaume de Dieu, qui la dispose à interpréter la réalité de son temps selon les critères évangéliques, à agir avec responsabilité et un amour préférentiel pour les pauvres. Ce que chacune réalise selon son charisme, sa situation et ses possibilités, dans sa paroisse ou dans des associations diverses.

## L'Ordo virginumdans le monde
L’Ordo virginum est présent un peu partout dans le monde, sur tous les continents. En 2015, lors de la préparation de la rencontre internationale des Vierges consacrées à Rome l'année suivante, les chiffres étaient les suivants :
- Afrique : 129 Vierges consacrées, réparties dans 19 pays
- Amérique : 1005 Vierges consacrées, réparties dans 20 pays
- Europe : 2438 Vierges consacrées, réparties dans 28 pays
- Asie : 49 Vierges consacrées, réparties dans 9 pays
- Océanie : 20 Vierges consacrées, réparties dans 2 pays
- Total : 3641 Vierges consacrées, réparties dans 78 pays

La floraison de l’Ordo virginum est telle, dans tous les pays et dans toutes les cultures, qu’on peut estimer leur nombre aujourd’hui entre 4 et 5000 dans le monde.

### En Europe
Sans surprise, l’Europe, et surtout les pays de vieille chrétienté, représente plus de la moitié des Vierges consacrées du monde, environ 2600, dont la moitié en France et en Italie.

#### En France
L’Ordo virginum en France compte un peu plus de 600 membres, présentes dans plus de 80 diocèses. Depuis 1987, la Commission Épiscopale pour la Vie Consacrée de la Conférence des Évêques de France désigne en son sein un évêque référent pour l’Ordo virginum en France. Se sont ainsi succédé à ce service Pierre Raffin (1987-1996), Paul-Marie Guillaume (1996-2005), Jean-Pierre Cattenoz (2005-2014), Christian Nourrichard (2014-2020), et Laurent Dognin (depuis 2020). Cet évêque référent manifeste au niveau national la sollicitude des évêques pour l’ordre des Vierges. Depuis 2014, une « équipe de coordination », composée de Vierges consacrées de différents diocèses, aborde avec lui les questions relevant de l’Ordo virginum à l’échelle nationale (lien avec la CEF, formation initiale, etc.). Depuis 2022, les membres de l’équipe sont nommés par l’évêque référent sur proposition de l’ensemble des Vierges consacrées, au cours de la session annuelle.En août 2019, une association loi 1901 est créée afin de régler les problèmes d’ordre juridique (assurance, banque, etc.). L’Association Francophone des Vierges Consacrées (AFVC) est ainsi le support civil de l’Ordo virginum France et concerne uniquement la gestion matérielle des services de l’ordre : revue, site internet, service de la prière, sessions nationales. Son Assemblée Générale a lieu au cours de la session francophone annuelle.
L’Ordo virginum en France publie une revue, La Revue de l’Ordo virginum France, qui paraît trois fois par an.

#### En Italie
Un groupe de Vierges consacrées assure le service de liaison entre les diocèses italiens, en favorisant les contacts et les échanges. Cela permet de maintenir des contacts indispensables et vitaux entre des réalités très variées, notamment par une comparaison entre les parcours de formation des différents diocèses et les parcours individuels de vocation, mais également à travers les rencontres annuelles, la feuille de liens, le site web, les séminaires d’étude, les contacts avec la Conférence Épiscopale Italienne et autres initiatives menées à ce jour. Tout en s'engageant à vivre ce service avec un grand sens de responsabilité, le Groupe de Liaison n'est pas un organe autonome ou « de gestion », mais un outil souple pour la médiation des contacts entre les personnes et les diocèses et pour la mise en œuvre des initiatives partagées, dans le respect de l'identité même de l'Ordo virginum caractérisé par le lien à son propre évêque diocésain et à l'Église locale.

### En Amérique

#### Amérique latine
Après l’Europe, c’est l’Amérique latine qui compte le plus de Vierges consacrées, notamment au Mexique, en Argentine et au Brésil. La communication se fait essentiellement via les réseaux sociaux, et surtout une chaîne Youtube avec entretiens, formations en ligne, rencontres en visioconférence, etc.

#### Amérique du Nord
Il existe aux États-Unis une Association des Vierges Consacrées des États-Unis (USACV), qui a pour objectif principal de favoriser la communication, la solidarité et le soutien entre les Vierges consacrées des États-Unis. L'USACV et le Centre international de ressources pour l’Ordo virginum (IRC) fonctionnent comme une seule organisation pour offrir du matériel pédagogique et des programmes d'éducation sur la vocation, ainsi que pour encourager l’étude et la croissance de la compréhension de la vocation de la virginité consacrée vécue dans le monde. L'USACV-IRC est lié à la Conférence des évêques catholiques des États-Unis par l'intermédiaire d'un modérateur épiscopal (Earl Boyea, évêque de Lansing).

### En Afrique
C’est en Afrique que l’essor de l’Ordo virginum est le plus spectaculaire, puisqu’on compte en 2023 plus de 300 Vierges consacrées, dont presque 200 rien qu’au Burundi. Dans le seul diocèse de Kinshasa, qui ne comptait qu’une seule vierge consacrée en 2015, elles sont aujourd’hui une dizaine. Des rencontres se font au niveau diocésain et parfois au niveau national, notamment au Rwanda et au Burkina-Niger, et des équipes dans les diocèses accompagnent les candidates dans leur cheminement. Au Burkina Faso, où une rencontre nationale sur le modèle de ce qui se fait en France existe déjà, elles envisagent de mettre en place une session régionale (Afrique de l’Ouest), voire à l’échelle du continent.